# 汪徐家
汪徐家（1963年9月—）是一位澳大利亚华人数学家。他目前是西湖大学教授，曾任澳大利亚国立大学教授。他也是澳大利亚科学院院士。

## 生平
汪徐家出生于中国浙江省淳安县。汪徐家1983年于浙江大学数学系毕业，1990年从浙江大学获得数学博士学位。博士毕业之后，汪徐家在浙江大学担任讲师，后来晋升为副教授。1995年9月，汪徐家离开浙江大学，来到澳大利亚国立大学，被聘任为研究员（Research Fellow），2005年升为教授，并于2007年获得晨兴数学金奖。2009年，汪徐家当选澳大利亚科学院院士（Fellow），2013年获得澳大利亚桂冠学者（Laureate Fellowship）称号。2024年9月，汪徐家入职西湖大学，任数学讲席教授。
汪徐家以他在微分方程上的研究而著名，尤其是非线性偏微分方程以及非线性偏微分方程在几何和交通运输上的应用。汪徐家长期和澳大利亚数学家Neil S. Trudinger合作。

## 荣誉
- 澳大利亚数学协会奖（2002）[4]
- 澳洲科學院院士（2009）[5]